# Papa Little
Papa Little (in norreno: Papey Litla, che significa "la piccola isola dei preti") è un'isola della baia di St Magnus nelle isole Shetland, in Scozia.
L'isola sorge al vertice dell'Aith Voe a nord ovest di Mainland, a sud di Muckle Roe. In gran parte l'isola è coperta dalla torba, e non è abitata dal 1840 circa.
Il nome significa "piccola isola dei papar" (distinta da Papa Stour), che erano eremiti gaelici (o Culdee) che si stabilirono fino in Islanda.